# Una holandesa en América
“Una holandesa en América” es una novela escrita por Soledad Acosta de Samper, escritora colombiana. Fue publicada por entregas en el folletín del periódico bogotano “La Ley”, en el año 1876. Más tarde, en 1888, se publicaría en formato de libro por la imprenta A. Bethencourt e hijos editores. 
“Una holandesa en América” se considera como la novela más importante de la bibliografía de Soledad Acosta de Samper, y obra clave en la literatura fundacional colombiana, así como un escrito que habla con claridad acerca de las problemáticas del ser mujer durante el siglo XIX en Colombia. 

## Resumen de la trama
Lucía, producto de la insensatez de su madre, Johanna, una mujer que se ha convencido a sí misma de que su vida será como en las novelas románticas que lee, se casa con un hombre, el señor Harris, un irlandés. No obstante, una vez que ella no tiene más que ofrecerle, le muestra su verdadero carácter, un hombre tiránico y violento; así, con el paso de los años, las penas de Johanna crecen al mismo tiempo que su progenie y, al cabo de un tiempo, a su marido le surge una posibilidad de negocio en América, más concretamente en Colombia, por lo que se embarca toda la familia, salvo una bebé, Lucía, que, al ser tan pequeña, sería imposible que resistiese el viaje, por lo que Johanna se la deja a su hermana Rieken. 
Es criada como una hija más por la mujer, junto a su prima, llamada igual que su madre, en una relativa paz en las cercanías de Ámsterdam. La autora cuenta que esto es posible gracias a la forma de vida tan prosaica que tienen los holandeses; a diferencia de su madre, Lucía es criada conforme a su deber como mujer, el matrimonio, por lo que es gentil, hacendosa y obediente.
Cuando ambas primas cumplen los veinte años, le llega una carta a Lucía: su madre, tras una vida de amargura y pasividad, ha muerto, y no solo eso, su hermana Clarisa se ha casado en contra de la voluntad de su padre, por lo que no hay nadie que pueda mantener en pie el funcionamiento de la Hacienda de los Cocos, el lugar en el que viven. Su padre le ruega que viaje a Colombia para poder hacer el papel de ama de casa. Esta noticia, mitad dolorosa y mitad esperanzadora (ya que, durante años, Lucía ha desoído las críticas a su padre y ha idealizado la vida junto a él, que por sus cartas asegura ser rico, junto a la imagen que se creó de América), le llega por mano de Carlos Van Verpoon, un joven de ascendencia francesa que es amigo de la familia y de quién Lucía está secretamente enamorada; es así como Lucía, ya hastiada de su vida en Europa, se embarca rumbo a América del Sur junto con la familia Almeida, amigos bogotanos de su padre. 
En Le Havre, a la espera del buque que los llevará, traba amistad con Mercedes, la hija del matrimonio, que, ligeramente menor que ella, demuestra una inteligencia impresionante y una sensibilidad romántica que deja sin palabras a la protagonista. 
Es así como parten rumbo a Colombia, en un viaje que despierta las ilusiones de Lucía y estrecha su amistad con los Almeida. Sin embargo, se entera por una conversación que escucha accidentalmente que seguramente ella será desgraciada junto al señor Harris, por lo que, una vez llegan a Santa Marta, está entre la duda y la esperanza. 
El trayecto desde la costa al centro de Colombia no es placentero para Lucía. A pesar de que se exhiben las costumbres, alimentos, y ella puede aprender de los mismos, considera aquella zona del país algo incivilizada, salvaje, por lo que desea llegar cuanto antes al encuentro con su padre, pero antes de eso conoce a la familia Cox, ingleses que se han enriquecido en la minería. Cuando ella se presenta, la señora Cox le confiesa que era una gran amiga de Johanna, y la insta a irse con ellos con tal de no tener que enfrentarse al amargo futuro que le espera en la Hacienda de los Cocos con su padre, pero Lucía ignora los consejos. 
Antes de ir a la residencia paterna, llegan a una quinta para esperar al señor Harris. Lucía, muerta de miedo, se esconde en los jardines cuando se da cuenta de que ha llegado, y no solo eso, sino que descubre que su padre es un anciano y, en realidad, no es rico, incluso se lo puede considerar pobre, sino que le avergüenza reconocer sus carencias ante las personas de las cuales espera respeto; de esta forma Lucía inicia su vida en la Hacienda de los Cocos con gran amargura. Sus hermanos y hermanas viven en una situación casi salvaje. Clarisa viene de vez en cuando, únicamente para envenenarlos en contra de su padre y nadie quiere obedecer a Lucía. Para colmo, ha descubierto que su padre es adicto al opio.
No obstante, ella consigue, poco a poco, imponer el orden en la hacienda. Pero es en ese momento cuando Lucía recibe una carta de su prima Rieken, informándole que, desde su partida, Carlos Van Verpoon empezó a cortejarla y se casaron. El despecho enferma a Lucía, por lo que su padre decide enviarla a Bogotá con los Almeida para que pueda recuperarse. El problema es que la llegada de Lucía a Bogotá coincide justamente con la Guerra civil colombiana de 1854, por lo que los ánimos en la ciudad están muy caldeados, las mujeres están asustadas, sobre todo Mercedes, ya que teme por el bienestar de su amado, el señor Rafael Hidalgo, pese a que lo insta a lucha por su patria de ser necesario. 
Cuando los disturbios comienzan, Lucía y Mercedes se esconden en un convento. Lucía vuelve a la Hacienda de los Cocos en cuanto tiene oportunidad, mientras que Mercedes se queda, describiendo en su diario y en cartas que le envía a su amiga la situación política que se va viviendo en la capital durante la dictadura de Melo, desde el principio, pasando por los actos de violencia que se cometen en contra de los civiles, hasta el final, culminando con Mercedes enterándose de que su amado está sano y salvo. 
Paralelamente, Lucía, que intenta volver a encauzar a sus hermanos y hermanas mediante la disciplina y religión, recibe una carta de su hermana Clarisa, en la que le asegura que hará que su padre pague por todo el maltrato al que la ha sometido. Lucía resuelve bajar al pueblo para ir a ver a su hermana, sospechando lo que sucederá, se encuentra en el camino a su padre, y ambos van hasta que encuentran al esposo de Clarisa, borracho y furioso, asegurando que ella se ha fugado con un cómico francés al que estaba viendo desde hace tiempo. El señor Harris y el esposo de Clarisa se embarcan en la búsqueda de la adúltera con el propósito de castigarla, mientras que Lucía vuelve a su casa para esperar lo sucedido.
Días después, vuelve su padre con las manos vacías, prohíbe volver a nombrar a su hija mayor al menos mientras el esté con vida, al ser una deshonra para toda la familia. 
Entre tanto, Lucía recibe una carta de Mercedes. Le informa que finalmente va a casarse con Rafael Hidalgo y, pese a sentirse dichosa por aquel enlace, siente que su prometido no está del todo satisfecho con ella. Intuye que el preferiría por esposa a una mujer más sumisa, una que lo obedeciera y venerara en todo, cosa que Mercedes no puede hacer. Aunque consideró la opción de romper con el noviazgo, ama tanto a ese hombre que está dispuesta a enfrentar lo que venga con tal de poder estar con él. 
Lucía, a pesar de tener sus reservas, felicita a Mercedes.
Pasan los años y, un día, mientras sus hermanos están en el campo trabajando, y su padre llevó a sus hijas de compras al pueblo, Lucía decide bajar al jardín para caminar. Sin embargo, ve una sombra que se oculta entre los matorrales, y al gritar que, quienquiera que esté allí, salga, se revela, andrajosa y muerta de hambre, Clarisa, que ha vuelto de su desventurado viaje con los cómicos en busca de su padre. Quería que él acabara con todo.
Lucía, sin embargo, la mete a la casa, le da alimento y ropa limpia. Clarisa, con conductas autodestructivas, intenta ver a su padre cuando escucha que este llega, pero Lucía y sus otras hermanas se lo impiden, resuelven que le pedirán ayuda a Byron, uno de sus hermanos, para llevar a Clarisa a la casa de los Almeida para trabajar de costurera, ya que lo que ella más quiere, tras una noche de reflexión, es trabajar y rehacer su vida. Por otra parte, Clarisa le confiesa a Lucía todo lo que ha pasado en su travesía, como ha sido maltratada por los miembros del circo y de qué  forma descubrió que el cómico francés era en realidad el hermano de su cuñado, Carlos Van Verpoon. Además, le confiesa a su hermana que su mal actuar para con ella es resultado de la envidia por su buena educación.
Al final de la novela, se cuenta que los hermanos varones de Lucía se han casado y cada uno tiene familia, mientras que una de sus hermanas sentó cabeza, las otras dos siguen viviendo con la protagonista, ayudando a los pobres, alfabetizándolos y dándoles la primera comunión, mientras que Lucía, ahora con más de treinta años, es respetada por cuantos la rodean y, a pesar de haber tenido que renunciar a sus ilusiones, ha encontrado un propósito en la vida.
La novela termina con Lucía convenciendo a su padre para volver a aceptar a Clarisa, enferma e inválida, en la Hacienda de los Cocos. 

## Contexto histórico
La novela presenta dos crisis sociales, una en Europa, la otra en Colombia. La Revolución francesa de 1848, en la que tuvo que abdicar el rey Luis Felipe I de Francia. Se cuenta que el hermano mayor de Carlos Van Verpoon (cuyo verdadero nombre es Carlos Saint-Clair), Leoncio, un libertino incorregible, conspira en contra del gobierno, aprovechando la agitación social y, en consecuencia, es encarcelado, rumbo a una de las colonias francesas para hacer trabajos forzados (más tarde sería ayudado por su madre, para desaparecer hasta el final del relato, cuando Clarisa cuenta su destino); por otro lado, el tema político principal es la Guerra civil colombiana de 1854, en la que el general José María Melo hace un golpe de Estado en la República junto a los melistas y liberales draconianos, a causa de las tensiones políticas entre los conservadores, junto con los llamados “liberales gólgotas”, y los liberales draconianos, junto a los insurrectos bajo el mando del general Melo. Se trató de un conflicto armado y dictadura que duró aproximadamente ocho meses, hasta que las fuerzas melistas fueron derrotadas y José María Melo enviado al exilio.
Soledad Acosta de Samper hace énfasis, por medio de la voz de Lucía, en que no solo Colombia, sino que el continente americano está constantemente envuelto en crisis políticas, creando una contraparte con respecto a otras novelas fundacionales, como, por ejemplo, “María”, de Jorge Isaacs.

## Análisis literario
Soledad Acosta de Samper es conocida por tocar temas relacionados con la importancia de ser mujer en el siglo XIX, y “Una holandesa en América” no es una excepción. La novela se diferencia a otras de su género y tiempo en tanto que cuestiona el rol de la mujer en la sociedad latinoamericana, otorgándole espacios que por lo general no les pertenecían y comportamientos que, o bien no tenían, o eran reprobables.
La novela es una contestación a las conductas estéticas y sentimentales del romanticismo. Carolina Alzate comenta que la madre de Lucía, Johanna, es víctima del romanticismo en tanto que, a causa de su educación y las novelas que leía, pensó que su vida conyugal sería igual que la literatura que consume. Sin embargo, no demora en darse cuenta de que no era nada más que una fachada, por lo que se hunde en el desasosiego hasta la muerte. Al contrario, Lucía no es amada por el hombre que desea, tampoco ha encontrado el mundo que cree merecer en América, sin embargo, en vez de desfallecer, se fortalece, comprende que sus sueños no son nada más que invenciones que debe desechar para seguir adelante. En recompensa, no tiene un marido que la ame, pero sí el afecto de una familia, amigos y el respeto de sus subordinados, se convierte en una mujer en situación de poder, al contrario que su amiga Mercedes (recalcar que este personaje resulta una visión autobiográfica de la misma Soledad Acosta, la cual tiene un final más bien amargo. Sí, se casa, pero con un mar de dudas y la posibilidad de terminar en un matrimonio desgraciado.
Por otra parte, Lucía y Mercedes, ambas protagonistas, son seres letrados sin que, en ningún momento, se les cuestione sus conocimientos. La primera ha recibido una esmerada educación en Holanda, y no solo eso, sino que al ver la falta de educación moral que tienen sus hermanos, decide que lo mejor que ha de hacer es enseñarles teología ella misma, por lo que decide solicitarle los respectivos textos a Mercedes, y hablando de ella, es una persona políticamente activa, pese a que sus opiniones se sustentan en lo que oye o lee, se permite reflexionar acerca de ese tema que, en palabras de su madre, las mujeres deberían ignorar. En cambio, dedica varias páginas de su diario y cartas a, no solo describir los sucesos, sino que también a analizar lo que ha tenido que vivir. De esta forma, ambas se salen de lo esperado, de acuerdo con su género. 
Por otra parte, las únicas dos opciones que tenían las mujeres de clase alta y media en ese entonces eran casarse o entrar a un convento. Al contrario, Lucía nunca se casa, no ve la necesidad de hacerlo, aun cuando los Cox le proponen buscarle un marido rico que la pueda posicionar bien en la sociedad. Por otra parte, encuentra su propósito en el trabajo, y así se lo expresa a su hermana Clarisa, cuando esta le confiesa que quiere trabajar. 
Clarisa es una mujer que desde el principio está desencaminada, es todo aquello cuanto no se debe ser. Sin embargo, se la trata con compasión, “Eres mi hermana”, le dice Lucía, cuando esta le pregunta el por qué de sus cuidados. El amor filial y, si se quiere interpretar de esa forma, la sororidad está antes que cualquier castigo por su crimen moral. En cambio, Lucía, le busca una ocupación. Alzate recalca que esta parte explora la necesidad que hay de buscar alternativas laborales para las mujeres y que mediante ellas puedan llevar una vida digna, ya que Acosta menciona que una mujer que trabaja no gana lo que debería ser digno.

## Ediciones en español
- A. Bethencourt e hijos editores, 1888.
- Universidad de los Andes, S.A.S, 2016, ISBN 978-958-774-363-0.
- Calixta editores, S.A.S, 2020, ISBN 978-958-5107-84-7.